# أدولف منجو
أدولف منجو (بالإنجليزية: Adolphe Menjou)‏ (و. 1890 – 1963 م) هو ممثل تعبيري، وممثل مسرحي، وممثل أفلام أمريكي، ولد في بيتسبرغ، كان عضوًا في الحزب الجمهوري، توفي في بيفرلي هيلز كاليفورنيا، عن عمر يناهز 73 عاماً، بسبب التهاب كبدي.
.

## التعليم
تعلم في جامعة كورنيل، وكلية الهندسة في جامعة كورنويل.

## وصلات خارجية
- أدولف منجو على موقع IMDb (الإنجليزية)
- أدولف منجو على موقع الموسوعة البريطانية (الإنجليزية)
- أدولف منجو على موقع مونزينجر (الألمانية)
- أدولف منجو على موقع ألو سيني (الفرنسية)
- أدولف منجو على موقع ميوزك برينز (الإنجليزية)
- أدولف منجو على موقع تيرنر كلاسيك موفيز (الإنجليزية)
- أدولف منجو على موقع أول موفي (الإنجليزية)
- أدولف منجو على موقع قاعدة بيانات الأفلام السويدية (السويدية)
- أدولف منجو على موقع إن إن دي بي (الإنجليزية)
- أدولف منجو على موقع قاعدة بيانات الفيلم (الإنجليزية)